# Intoxication par les insecticides organo-phosphorés
Cet article décrit les critères administratifs pour qu'une intoxication par les insecticides organo-phosphorés soit reconnue comme maladie professionnelle en France.
Cet article relève du domaine de la législation sur la protection sociale et a un caractère davantage juridique que médical.Pour la description clinique de la maladie se reporter à l'article suivant :

## Législation enFrance

### Régime général
| Fiche Maladie Professionnelle | Fiche Maladie Professionnelle | Fiche Maladie Professionnelle |
| Ce tableau définit les critères à prendre en compte pour qu'une intoxication par les insecticides organo-phosphorés soit prise en charge au titre de la maladie professionnelle | Ce tableau définit les critères à prendre en compte pour qu'une intoxication par les insecticides organo-phosphorés soit prise en charge au titre de la maladie professionnelle                                                                                           | Ce tableau définit les critères à prendre en compte pour qu'une intoxication par les insecticides organo-phosphorés soit prise en charge au titre de la maladie professionnelle                                                                                           |
| Régime Général. Date de création : 21 octobre 1951 | Régime Général. Date de création : 21 octobre 1951 | Régime Général. Date de création : 21 octobre 1951 |
| Tableau no 34 RG | Tableau no 34 RG | Tableau no 34 RG |
| Affections professionnelles provoquées par les phosphates, pyrophosphates et thiophosphates d'alcoyl, d'aryle ou d'alcoylaryle et autres organo-phosphorés anticholinesthérasiques ainsi que par les phosphoramides et carbamates anticholinestérasiques hétérocycliques.                                                                 | Affections professionnelles provoquées par les phosphates, pyrophosphates et thiophosphates d'alcoyl, d'aryle ou d'alcoylaryle et autres organo-phosphorés anticholinesthérasiques ainsi que par les phosphoramides et carbamates anticholinestérasiques hétérocycliques. | Affections professionnelles provoquées par les phosphates, pyrophosphates et thiophosphates d'alcoyl, d'aryle ou d'alcoylaryle et autres organo-phosphorés anticholinesthérasiques ainsi que par les phosphoramides et carbamates anticholinestérasiques hétérocycliques. |
| --- | --- | --- |
| Désignation des Maladies | Délai de prise en charge | Liste indicative des principaux travaux susceptibles de provoquer ces maladies |
| - A - Troubles digestifs Crampes abdominales, hypersalivation, nausées ou vomissements, diarrhée. | 3 jours | Toute préparation ou manipulation des phosphates, pyrophosphates et thiophosphates d'alcoyle, d'aryle ou d'alcoylaryle et autres organo-phosphorés anticholinestérasiques ainsi que par les phosphoramides et carbamates anticholinestérasiques hétérocycliques.          |
| - B – Troubles respiratoires Dyspnée asthmatiforme, œdème broncho-alvéolaire. | | |
| - C – Troubles nerveux Céphalées, vertiges, confusion mentale accompagnée de myosis. | | |
| - D – Troubles généraux et vasculaires asthénie, bradycardie et hypotension, amblyopie. Le diagnostic sera confirmé dans tous les cas par un abaissement significatif du taux de la cholinestérase sérique et de l'acétylcholinestérase des globules rouges, à l'exception des affections professionnelles provoquées par les carbamates. | | |
| - E – Syndrome biologique caractérisé par un abaissement significatif de l'acétylcholinestérase des globules rouges. | | |
| Date de mise à jour : 17 septembre 1989 | | |

### Régime agricole
| Fiche Maladie Professionnelle | Fiche Maladie Professionnelle | Fiche Maladie Professionnelle |
| Ce tableau définit les critères à prendre en compte pour qu'une intoxication par les insecticides organo-phosphorés soit prise en charge au titre de la maladie professionnelle | Ce tableau définit les critères à prendre en compte pour qu'une intoxication par les insecticides organo-phosphorés soit prise en charge au titre de la maladie professionnelle                                                                                           | Ce tableau définit les critères à prendre en compte pour qu'une intoxication par les insecticides organo-phosphorés soit prise en charge au titre de la maladie professionnelle                                                                                           |
| Régime Agricole. Date de création : 17 juin 1955 | Régime Agricole. Date de création : 17 juin 1955 | Régime Agricole. Date de création : 17 juin 1955 |
| Tableau no 11 RA | Tableau no 11 RA | Tableau no 11 RA |
| Affections professionnelles provoquées par les phosphates, pyrophosphates et thiophosphates d'alcoyl, d'aryle ou d'alcoylaryle et autres organo-phosphorés anticholinesthérasiques ainsi que par les phosphoramides et carbamates anticholinestérasiques hétérocycliques.                                                                 | Affections professionnelles provoquées par les phosphates, pyrophosphates et thiophosphates d'alcoyl, d'aryle ou d'alcoylaryle et autres organo-phosphorés anticholinesthérasiques ainsi que par les phosphoramides et carbamates anticholinestérasiques hétérocycliques. | Affections professionnelles provoquées par les phosphates, pyrophosphates et thiophosphates d'alcoyl, d'aryle ou d'alcoylaryle et autres organo-phosphorés anticholinesthérasiques ainsi que par les phosphoramides et carbamates anticholinestérasiques hétérocycliques. |
| --- | --- | --- |
| Désignation des Maladies | Délai de prise en charge | Liste indicative des principaux travaux susceptibles de provoquer ces maladies |
| - A - Troubles digestifs Crampes abdominales, hypersalivation, nausées ou vomissements, diarrhée. | 3 jours | Manipulation de ces produits, notamment lors des traitements insecticides et fongicides. |
| - B – Troubles respiratoires Dyspnée asthmatiforme, œdème broncho-alvéolaire. | | |
| - C – Troubles nerveux Céphalées, vertiges, confusion mentale accompagnée de myosis. | | |
| - D – Troubles généraux et vasculaires asthénie, bradycardie et hypotension, amblyopie. Le diagnostic sera confirmé dans tous les cas par un abaissement significatif du taux de la cholinestérase sérique et de l'acétylcholinestérase des globules rouges, à l'exception des affections professionnelles provoquées par les carbamates. | | |
| - E – Syndrome biologique caractérisé par un abaissement significatif de l'acétylcholinestérase des globules rouges. | | |
| Date de mise à jour : 22 août 1986 | | |

## Sources spécifiques
- (fr) Tableau no 34 des maladies professionnelles du régime Général
- (fr) Tableau no 11 des maladies professionnelles du régime Agricole

## Sources générales
- (fr) Tableaux du régime Général sur le site de l’AIMT
- (fr) Guide des maladies professionnelles sur le site de l’INRS